# آرمان کالیز
آرمان کالیز (انگلیسی: Armand Kaliz؛ ‏ ۲۳ اکتبر ۱۸۸۷ – ۱ فوریهٔ ۱۹۴۱) بازیگر اهل فرانسه بود.

## فیلم‌شناسی
- نینوتچکا
- سزار کوچک
- راگلزهای رد گپ
- الجزایر
- نیمه‌شب
- کشتی نوح
- چکاوک
- روابط همسر